# Кент (округ Джефферсон, Індіана)
Кент (англ. Kent) — переписна місцевість (CDP) в США, в окрузі Джефферсон штату Індіана. Населення — 90 осіб (2020).

## Географія
Кент розташований за координатами 38°44′14″ пн. ш. 85°32′20″ зх. д. / 38.73722° пн. ш. 85.53889° зх. д. (38.737215, -85.538968).  За даними Бюро перепису населення США в 2010 році переписна місцевість мала площу 0,27 км², уся площа — суходіл.

## Демографія
Згідно з переписом 2010 року, у переписній місцевості мешкало 70 осіб у 28 домогосподарствах у складі 22 родин. Густота населення становила 261 особа/км².  Було 37 помешкань (138/км²).
Расовий склад населення:
| - 98,6 % — білих - 1,4 % — чорних або афроамериканців |

До двох чи більше рас належало 0,0 %. Частка іспаномовних становила 0,0 % від усіх жителів.
За віковим діапазоном населення розподілялося таким чином: 20,0 % — особи молодші 18 років, 68,6 % — особи у віці 18—64 років, 11,4 % — особи у віці 65 років та старші. Медіана віку мешканця становила 43,5 року. На 100 осіб жіночої статі у переписній місцевості припадало 112,1 чоловіків;  на 100 жінок у віці від 18 років та старших — 93,1 чоловіків також старших 18 років.
Цивільне працевлаштоване населення становило 61 осіб. Основні галузі зайнятості: мистецтво, розваги та відпочинок — 52,5 %, виробництво — 31,1 %, транспорт — 16,4 %.